# Mithridates van Armenië
Mithridates van Armenië (Armeens: Միհրդատ Իբերացի, Georgisch: მითრიდატე) was koning van Armenië van 35 tot 51 na Chr.. Hij was de jongere broer van Pharasmanes I, koning van Iberië. Zij behoorden tot de dynastie van de Parnavaziërs.

## Context
Het koninkrijk Armenië was sinds geruime tijd een twistappel tussen het Romeinse Rijk en de Parthen. Sinds keizer Augustus was Armenië een vazalstaat van de Romeinen. Toen de kinderloze koning Artaxias III in 35 stierf, zette de Parthische koning Artabanus II zijn zoon Arsaces op de Armeense troon. Lang duurde zijn koningschap niet, want hij werd door handlangers vergiftigd. De Romeinen stuurden hun kandidaat, Mithridates, Artabanus II stuurde een andere zoon, Orodes. Met steun van Pharasmanes I van Iberië verdreven de Romeinen Orodes uit Armenië.
In 37 stierf keizer Tiberius en werd opgevolgd door Caligula. Caligula liet Mithridates in de boeien slaan, vermoedelijk wegens corruptie . De vacante troon werd terug ingenomen door Orodes. Na de dood van Caligula, in 41, werd Mithridates in ere hersteld.
Intussen was zijn dochter Zenobia getrouwd met ambitieuze zoon van zijn broer Rhadamistus. Mithridates vertrouwde zijn schoonzoon niet. Rhadamistus beloofde zijn schoonvader onder ede, dat hij hem nooit zou vermoorden, met zwaard of gif. Rhadamistus lokte Mithridates mee naar een religieuze ceremonie, deed hem struikelen en liet hem stikken onder zware gewichten. Kort nadien werd de familie van Mithridates uitgemoord en kroonde Rhadamistus zichzelf tot koning van Armenië.

### Primaire
- Tacitus' Annalen door Ben Bijnsdorp vertaald in het Nederlands